# Краснопілля (Самарівський район)
Краснопі́лля (МФА: [krɐsn̪oˈpʲiʎːɐ] ( прослухати)) — село в Україні, у Самарівському районі Дніпропетровської області. Населення за переписом 2001 року становить 122 особи. Входить до складу Чернеччинської сільської об'єднаної територіальної громади.

## Географія
Село Краснопілля знаходиться між річкою Оріль та каналом Дніпро — Донбас (на лівому березі), на протилежному березі річки розташоване село Ряське (Полтавський район), на протилежному березі каналу — село Минівка.

## Населення
За даними всеукраїнського перепису населення 2001 року, в селі мешкало 122 особи. Мовний склад був таким:
| Мова       | Кількість осіб | Відсоток |
| ---------- | -------------- | -------- |
| українська | 118            | 96.7     |
| російська  | 4              | 3.3      |

## Історія

### Козацька доба
Згідно з переказами старожилів історія с. Краснопілля розпочинається з 1707 року. Ця земля належала чернецям Нехворощанського Заорільського Успенського монастиря.
В 1707 році вони посадили дубовий ліс, який називався Стара Плантація, шириною близько 400 м і довжиною 1500 м. Відтоді почалися селитися перші поселенці.Їх приваблював цей край своєю красою, а ще тим, що там протікала річка, у якій було незлічима кількість усілякої риби, а в лісі було повно звірів. Селилися вихідці спочатку чоловіки із Чернеччини, селились переважно рибалки і мисливці.
Перший поселився Молодиченко. Переселенці копали землянки, але на зиму верталися в Чернеччину. Потім поселились Марченко, Ніколенко, які дали родові корені багатьом жителям села. Перші поселенці ловили рибу і відправляли її на Січ. Спочатку це були Землі Орільської Паланки.

### У складі Російської Імперії
Перші хати почали будувати к 20-30 роках 19 століття, почали перевозити сюди сім'ї з Чернеччини. Тут були вільні землі і Земська управа забороняла будівництво і ламала хати. Наприкінці 19 століття почала заселятися так звана Новоселівка.
Після 1905 року почали вирубувати Стару плантацію на будівництво (ліс дорубували ще й перед початком війни.) На той момент ці землі належали Генералу Синельникову (початок 19 стол). В генерала Синельникова було багато будинків на Василь'євському острові в Санкт-Петербурзі.
Його рангова дача знаходилась біля теперішнього Чернеччанського піонер табору. Генерал Синельников віддав частину землі своєму ад'ютанту Жуку — це територія біля Жуковського лиману. Іншу частину землі віддав управителю Шагарію Степану — це малий хутір Степанівна.
Жук свою землю здав у земельний банк у Катеринославі і її викупив Чеповий Василь Іванович.Іншу частину землі викупив Меюс. Землю викупили з розстрочкою на 5 років. Піски і ліс належали Сулимі.
Краснопільські поселенці займалися землеробством, обробляючи землю дерев'яними сохами і боронами використовуючи тяглову силу-корів. Життя в ті часи було дуже важке-люди були напівголодні.
В 30-х роках 19 століття землі належали також двом полковникам Хижняку і Кардашу. Помістя Кардаша знаходилось біля Валиної гори. За Оріллю і до Ряськи землі належали поміщику Косинському. В Хижняка було багато дочок, яких він видав заміж не за дуже заможних людей. Одну з них видав за Трутовського, який потім прославився своєю жорстокістю.
Революція 1905 року змінила життя в селі. Цьому сприяли не тільки дії уряду, але і виступи селян проти панів. Щоб підняти продуктивність сільськогосподарського виробництва, було вирішено створити значну частину заможних селян. Кожний селянин отримав право продавати, або купувати земельні наділи. З'явились за селом «відруби». Сільський банк надавав «відрубщикам» грошові кредити для закупівлі сільськогосподарських знарядь. Сільська община стала розпадатися. Нових землевласників не можна було назвати панами, тому що вони мали великі сім'ї і працювали на своїй землі з ранку до ночі. Поміщицькі землеволодіння залишились, хоч панство продавало селянам землю. Грамотних людей на той час в Краснопіллі було дуже мало. Церква, яка знаходилась в с. Минівка стала центром культури та духовності Минівців і Краснопільців.

### У складі УНР та СРСР
Про більшовицький переворот і події громадянської війни в Росії селяни чули в основному з розмов. В селі не було збройних сутичок, і війна минала його стороною.
У 1918 році в селі була встановлена влада УНР. Впродовж зими 1918/1919 територія села була окупована більшовицьким режимом.
В 1930-ті роки селом пройшла колективізація та Голодомор.
До війни в селі було дві артілі, які потім вони об'єдналися в одну.
Під час німецько-радянської війни майже все чоловіче населення було змушене воювати на фронті за більшовицьку владу, жінок і дітей було силоміць забрано на каторжну працю до Німеччини. На фронт пішли не тільки чоловіки, а і жінки, серед яких медсестра Михайленко Марія, яка пройшла всю війну кінця, рятуючи бійців.
З їх приходом повернулися і четверо внуків Трутовського. Вони стали поліцаями, які знищували Краснопільських жителів. Найбільше звірствував Олександер.
В роки війни в селі діяв партизанський загін під командуванням Свідерського, вихідця з Ряськи. При відступі німців, поліцаї і німці спалили Землянки, а в цей час Червона Армія була вже в Рясці і Новоселівка не була спалена. В 1943 році в село повернулася більшовицька влада, розпочалася повоєнна відбудова села. На полях в основному робили жінки, використовуючи тяглову силу-корів та волів.
В 1960 році Постановою Уряду « Про укрупнення колгоспів і сільських Рад» в один колгосп було об'єднано села Краснопілля, Минівку, Заплавку і Кременівку. Утворився один колгосп ім Петровського і одна Заплавська Сільська Рада. В 60-70 роки село було розбудовано,-побудували ферми, майстерню, кузню, гусятник, пасіку, працювала артіль рибалок. Було посаджено новий хвойний ліс.
В 1964 році село Краснопілля було електрифіковане і в кожну оселю було проведено радіо.
Завдяки старанням голови колгоспу Жевжика Олександра Демидовича наприкінці 1980-х років майже всі вулиці села були заасфальтовані.

### Після повалення радянського режиму
У 1990-х роках під час реформування колгоспу ім Петровського на його базі утворилося КДСП «ОРІЛЬ», а згодом земля була розпайована і роздана в приватну власність людям.
За даними всеукраїнського перепису населення 2001 року, в селі мешкало 122 особи. Мовний склад був таким:
| Мова       | Кількість осіб | Відсоток |
| ---------- | -------------- | -------- |
| українська | 118            | 96.7     |
| російська  | 4              | 3.3      |

У першому турі президентських виборів 2019 року на виборчій дільниці №120217 до якої входить село Краснопілля, 42% голосів було за Володимира Зеленського, 19% за Юрія Бойка, 11% за Олега Ляшка та 7% за Петра Порошенка. У другому 92% за Володимира Зеленського та 6% за Петра Порошенка.
22 грудня 2019 року село Краснопілля увійшло до новоутвореної Чернеччинської сільської об'єднаної територіальної громади.
24 лютого 2022 року, в день початку повномасштабного російського вторгнення по території села було завдано ракетних ударів.

## Вибори
У першому турі президентських виборів 2019 року на виборчій дільниці № 120217 до якої входить село Краснопілля, 42 % голосів було за Володимира Зеленського, 19 % за Юрія Бойка, 11 % за Олега Ляшка та 7 % за Петра Порошенка. У другому 92 % за Володимира Зеленського та 6 % за Петра Порошенка.